# إبلي عليا
إبلي عليا هي قرية في مقاطعة كوثر، إيران. عدد سكان هذه القرية هو 58 في سنة 2006.